# Burfessonia maryae
Burfessonia maryae (лат.) — вид вымерших клещей из семейства Smarididae, единственный в роде Burfessonia. Жили во времена позднемеловой эпохи на территории северо-восточной части современной Мьянмы.

## История исследования
Обнаружен в бирманском янтаре и датирован сеноманским ярусом. Был описан в журнале «Cretaceous Research» Мартой Коникевич и Яной Макол в 2018 году. Вместе с Burfessonia maryae также были найдены и описаны следующие виды клещей: Burerythrites pankowskii, Burphanolophus joergwunderlichi, Nothrotrombidium myanmarum.